# بيير لورانس
بيير لورانس (بالألمانية: Peter Lee Lawrence)‏ (و. 1944 – 1974 م) هو ممثل، وممثل أفلام، من ألمانيا الغربية، ولد في لينداو، توفي في روما، عن عمر يناهز 30 عاماً.

## وصلات خارجية
- بيير لورانس على موقع IMDb (الإنجليزية)
- بيير لورانس على موقع روتن توميتوز (الإنجليزية)
- بيير لورانس على موقع ألو سيني (الفرنسية)
- بيير لورانس على موقع أول موفي (الإنجليزية)
- بيير لورانس على موقع قاعدة بيانات الأفلام السويدية (السويدية)
- بيير لورانس على موقع قاعدة بيانات الفيلم (الإنجليزية)
- بيير لورانس على موقع كينوبويسك (الروسية)